# Comuna Lapaiivka, Pustomîtî
Lapaiivka (în ucraineană Лапаївка) este o comună în raionul Pustomîtî, regiunea Liov, Ucraina, formată din satele Holodnovidka și Lapaiivka (reședința).

## Demografie
Componența lingvistică a comunei Lapaiivka
     Ucraineană (98,27%)
     Rusă (1,44%)
     Alte limbi (0,19%)
Conform recensământului din 2001, majoritatea populației comunei Lapaiivka era vorbitoare de ucraineană (98,27%), existând în minoritate și vorbitori de rusă (1,44%).